# Kejseren af Portugalien
Kejseren af Portugalien (svensk: Kejsarn av Portugallien) er en roman af den svenske nobelprismodtager Selma Lagerlöf, udgivet i 1914 med tegninger af Albert Engström. Lagerlöf kaldte selv sin roman for en "svensk Kong Lear", og den blev en stor succes hos kritikere og læsere.
Avisanmeldere skrev, at romanen var på samme niveau som Lagerlöfs tidligere romaner Gösta Berlings saga og den første del af Jerusalem. Den er blevet filmatiseret tre gange: 1925, 1944 og 1992. En dansk oversættelse af Ida Falbe-Hansen og Elisabeth Grundtvig blev udgivet samme år som originaludgaven.

## Kort beskrivelse af handlingen
Romanen foregår i 1860 eller 1870 i Lagerlöfs fødeegn Värmland og handler om den fattige husmand Jan i Skrolycka og hans datter Klara Fina Gulleborg. Jan elsker sin datter mere end noget andet, men efter at hun flytter til Stockholm som 18-årig, holder hun op med at sende breve hjem og ernærer sig som prostitueret. Faderen synker hen i sindssyge og ned i en drømmeverden, hvor han forestiller sig, at datteren er blevet en ædel kejserinde af "Portugalien", og han dermed også selv er en stor kejser.

## Filmatiseringer
Romanen blev filmatiseret af Metro-Goldwyn-Mayer i 1925 som The Tower of Lies, instrueret af Victor Sjöström med Norma Shearer og Lon Chaney I rollerne som Klara og Jan. Filmen menes at være gået tabt, men stillbilleder derfra findes. Historien blev filmet igen i 1944 som Kejseren af Portugalien (1944), instrueret af Gustaf Molander med den svenske skuespiller Victor Sjöström i hovedrollen. I 1992 blev der lavet en svensk tv-serie, Kejseren af Portugalien (1992) med manuskript og instruktion af Lars Molin, hvori Ingvar Hirdwall spillede Jan i Skrolycka. 